# Talsperre Batang Ai
Die Talsperre Batang Ai ist eine Talsperre mit Wasserkraftwerk im Bundesstaat Sarawak, Malaysia. Sie staut den Batang Ai zu einem Stausee auf. Die Talsperre liegt im National Park Batang Ai.
Mit dem Bau der Talsperre und des zugehörigen Kraftwerks wurde 1981 begonnen. Das Kraftwerk ging am 21. August 1985 in Betrieb. Es ist im Besitz von Sarawak Energy Berhad (SEB) und wird auch von SEB betrieben.

## Absperrbauwerk
Das Absperrbauwerk besteht aus einem CFR-Damm mit einer Höhe von 85 m. Die Länge der Dammkrone beträgt 649 (bzw. 810) m.

## Stausee
Beim maximalen Stauziel von 108 m über dem Meeresspiegel erstreckt sich der Stausee über eine Fläche von rund 85 (bzw. 90) km² und fasst 2,87 Mrd. m³ Wasser; davon können 1,24 Mrd. m³ zur Stromerzeugung genutzt werden.

## Kraftwerk
Das Kraftwerk verfügt über eine installierte Leistung von 100 (bzw. 108) MW. Die durchschnittliche Jahreserzeugung wird mit 453 (bzw. 460) Mio. kWh angegeben. Die vier Francis-Turbinen des Kraftwerks leisten jede maximal 25 MW. Die Fallhöhe beträgt 65,3 m.